# Montenegrinischer Fußballpokal 2010/11
Der Montenegrinischer Fußballpokal 2010/11 (Kup Crne Gore) war die fünfte Austragung des Pokalwettbewerbs im Fußball in Montenegro seit der Unabhängigkeit im Juni 2006. Pokalsieger wurde Titelverteidiger FK Rudar Pljevlja, der sich im Finale gegen den FK Mogren Budva durchsetzte. Mogren konnte sich dagegen drei Tage später die Meisterschaft sichern.
Durch den Sieg im Finale qualifizierte sich Rudar für die 2. Qualifikationsrunde der UEFA Europa League 2011/12.

## Modus
In der 1. Runde wurde der Sieger in einem Spiel ermittelt. Stand es nach der regulären Spielzeit von 90 Minuten unentschieden, kam es ohne Verlängerung direkt zum Elfmeterschießen.
Im Achtel-, Viertel- und Halbfinale wurden die Sieger in Hin- und Rückspiel ermittelt. Bei Torgleichheit entschied zunächst die Anzahl der auswärts erzielten Tore, danach ohne Verlängerung ein Elfmeterschießen.
Das Finale wurde dagegen im Falle eines Remis zunächst verlängert und gegebenenfalls durch Elfmeterschießen entschieden.

## Teilnehmende Teams
| Prva Liga (12) | Druga Liga (12) | Treća Liga (6) |
| --- | --- | --- |
| - OFK Bar - FK Budućnost Podgorica - FK Dečić Tuzi - FK Grbalj Radanovići - FK Lovćen Cetinje - FK Mladost Podgorica - FK Mogren Budva - FK Mornar Bar - OFK Petrovac - FK Rudar Pljevlja - FK Sutjeska Nikšić - FK Zeta Golubovci | - FK Berane - FK Bokelj Kotor - FK Bratsvo Cijevna - FK Čelik Nikšić - FK Ibar Rožaje - FK Iskra Danilovgrad - FK Jedinstvo Bijelo Polje - FK Jezero Plav - FK KOM Podgorica - FK Otrant Ulcinj - FK Pljevlja 1997 - FK Zabjelo | - FK Petnjica (Sieger Nord) - FK Polimlje (Finalist Nord) - Crvena Stijena Podgorica (Sieger Zentrum) - FK Gornja Zeta (Finalist Zentrum) - FK Arsenal Tivat (Sieger Süd) - FK Cetinje (Finalist Süd) |

## 1. Runde
Die letztjährigen Finalisten FK Rudar Pljevlja und FK Budućnost Podgorica erhielten ein Freilos.
| Datum      |                          | Ergebnis        |                           |
| ---------- | ------------------------ | --------------- | ------------------------- |
| 15.09.2010 | FK Sutjeska Nikšić       | 7:0             | FK Otrant Ulcinj          |
| 15.09.2010 | FK Petnjica              | 0:2             | FK Mornar Bar             |
| 15.09.2010 | FK Mogren Budva          | 3:0             | FK Jedinstvo Bijelo Polje |
| 15.09.2010 | FK Gornja Zeta           | 1:1 (9:8 i. E.) | FK Grbalj Radanovići      |
| 15.09.2010 | FK Ibar Rožaje           | 1:5             | FK Zeta Golubovci         |
| 22.09.2010 | FK KOM Podgorica         | 2:2 (8:9 i. E.) | OFK Petrovac              |
| 15.09.2010 | FK Mladost Podgorica     | 3:1             | FK Bratsvo Cijevna        |
| 15.09.2010 | FK Bokelj Kotor          | 0:0 (2:0 i. E.) | FK Lovćen Cetinje         |
| 15.09.2010 | FK Arsenal Tivat         | 0:1             | OFK Bar                   |
| 15.09.2010 | FK Polimlje              | 0:5             | FK Dečić Tuzi             |
| 15.09.2010 | FK Berane                | 2:2 (3:4 i. E.) | FK Pljevlja 1997          |
| 15.09.2010 | FK Zabjelo               | 0:2             | FK Iskra Danilovgrad      |
| 15.09.2010 | Crvena Stijena Podgorica | 0:0 (7:6 i. E.) | FK Čelik Nikšić           |
| 15.09.2010 | FK Cetinje               | 0:2             | FK Jezero Plav            |

## Achtelfinale
| Datum             |                      | Gesamt |                          | Hinspiel | Rückspiel |
| ----------------- | -------------------- | ------ | ------------------------ | -------- | --------- |
| 20.10./03.11.2010 | FK Rudar Pljevlja    | 4:2    | Crvena Stijena Podgorica | 2:0      | 2:1       |
| 20.10./03.11.2010 | FK Iskra Danilovgrad | 1:4    | FK Sutjeska Nikšić       | 1:2      | 0:2       |
| 20.10./03.11.2010 | FK Zeta Golubovci    | 4:0    | FK Pljevlja 1997         | 1:0      | 3:0       |
| 20.10./03.11.2010 | OFK Petrovac         | 5:0    | FK Jezero Plav           | 3:0      | 2:0       |
| 20.10./03.11.2010 | FK Gornja Zeta       | 00:10  | FK Budućnost Podgorica   | 0:4      | 0:6       |
| 20.10./03.11.2010 | FK Bokelj Kotor      | 0:4    | FK Mogren Budva          | 0:3      | 0:1       |
| 20.10./03.11.2010 | OFK Bar              | 2:1    | FK Mornar Bar            | 1:0      | 1:1       |
| 20.10./03.11.2010 | FK Mladost Podgorica | 1:2    | FK Dečić Tuzi            | 0:0      | 1:2       |

## Viertelfinale
| Datum             |                        | Gesamt |                    | Hinspiel | Rückspiel |
| ----------------- | ---------------------- | ------ | ------------------ | -------- | --------- |
| 24.11./08.12.2010 | FK Budućnost Podgorica | 0:2    | OFK Petrovac       | 0:0      | 0:2       |
| 24.11./08.12.2010 | OFK Bar                | 2:3    | FK Mogren Budva    | 1:1      | 1:2       |
| 24.11./09.12.2010 | FK Rudar Pljevlja      | 2:1    | FK Sutjeska Nikšić | 0:0      | 2:1       |
| 01.12./08.12.2010 | FK Dečić Tuzi          | 0:2    | FK Zeta Golubovci  | 0:0      | 0:2       |

## Halbfinale
| Datum             |                   | Gesamt |                   | Hinspiel | Rückspiel |
| ----------------- | ----------------- | ------ | ----------------- | -------- | --------- |
| 13.04./27.04.2011 | FK Mogren Budva   | 4:0    | OFK Petrovac      | 2:2      | 0:1       |
| 20.04./27.04.2011 | FK Rudar Pljevlja | 4:1    | FK Zeta Golubovci | 3:2      | 2:2       |

## Finale
| Paarung           | FK Mogren Budva – FK Rudar Pljevlja |
| Ergebnis          | 2:2 n. V. (1:1, 1:0); 4:5 i. E. |
| Datum             | 25. Mai 2011 um 20:15 Uhr MESZ |
| Stadion           | Gradski Stadion pod Goricom, Podgorica |
| Zuschauer         | 5.000 |
| Schiedsrichter    | Ranko Spasojević |
| Tore              | 1:0 Đokaj (18., Foulelfmeter) 1:1 Vlahović (54.) 1:2 Bojić (97., Foulelfmeter) 2:2 Ćetković (112.) Elfmeterschießen: 1:0 Batak 1:1 Igumanović 2:1 Ćetković 2:2 Vlahović 3:2 Božović 3:3 Francišković Matić schießt über das Tor 3:4 Bojić 4:4 Đokaj 4:5 Ivica Jovanović                   |
| FK Mogren Budva   | Ivan Janjušević – Aleksandar Kapisoda (63. Marko Ćetković), Ardijan Đokaj, Janko Simović, Radoslav Batak – Draško Božović, Vladan Tatar, Goran Jovanović (71. Andrija Mirković), Igor Matić – Predrag Ranđelović (66. Nikola Vujović), Petar Grbić Cheftrainer: Brano Milačić             |
| FK Rudar Pljevlja | Milan Mijatović – Bojan Ivanović (17. Slobodan Asanović), Vladan Adžić, Nedjeljko Vlahović, Ivica Jovanović – Miroje Jovanović (63. Miloš Popović), Veselin Bojić, Nermin Useni (75. Stefan Lutovac), Ivica Francišković – Blažo Igumanović, Igor Ivanović Cheftrainer: Nebojša Vignjević |
| Gelbe Karten      | Matić, Jovanović, Tatar – Ivanović, Vlahović, Bojić, Adžić |
| Platzverweise     | Grbić (63.) – Mijatović (15.) |